# Where Have You Gone
| Оценки критиков | Оценки критиков |
| Источник        | Оценка          |
| --------------- | --------------- |
| Allmusic        | [ 1 ]           |

Where Have You Gone — двадцать первый студийный альбом американского кантри-певца Алана Джексона, вышедший 14 мая 2021 года на лейбле ACR/EMI Nashville. Продюсером был Keith Stegall. Диск Джексона дебютировал на втором месте в кантри-чарте Top Country Albums и на девятом в американском общенациональном альбомном хит-параде Billboard 200.

## Об альбоме
Where Have You Gone это первый новый студийный альбом Джексона после Angels and Alcohol, вышедшего в 2015 году. Джексон написал 15 песен для альбома. Его продюсировал Кейт Стегал, который продюсировал все студийные альбомы Джексона, кроме одного. Многие из студийных музыкантов уже играли на его предыдущих альбомах, в том числе гитарист Дж. Т. Коренфлос, скрипач Стюарт Дункан, барабанщик Эдди Байерс и гитарист Пол Франклин. Три песни были выпущены ранее: «The Older I Get» был синглом в 2017 году задолго до выхода альбома. Также был выпущен заглавный трек, в котором Джексон комментирует современное состояние жанра кантри, и песня «You’ll Always Be My Baby», которую он написал с намерением, чтобы слушатели проигрывали её на свадьбах. Также в альбом вошла кавер на композицию Лефти Фризелла и Сэнгер Д. Шафер «That’s the Way Love Goes», которая стала хитом как для Джонни Родригеса, так и для Мерла Хаггарда.

## Отзывы
Альбом получил положительные отзывы музыкальных критиков и интернет-изданий. Оценив диск на 4 из 5 звёзд обозреватель Стивен Томас Эрлевайн из AllMusic написал, что «Джексон настолько хорошо знает себя как певец и автор песен, что не стесняется своих сильных сторон, он пишет песни, чтобы продемонстрировать свой мягкий, гибкий голос и любовь к старомодному кантри. Простота его целей в Where Have You Gone может показаться немного скромной даже при своей негабаритной длине, но в этом его очарование».

## Коммерческий успех
Where Have You Gone дебютировал на 9-м месте в американском хит-параде Billboard 200 и на втором месте в чарте Top Country Albums.

## Список композиций
Все песни написаны Аланом Джексоном, если не указано иное.
1. «Where Have You Gone» — 4:40
2. «Wishful Drinkin'» — 3:50
3. «I Can Be That Something» — 4:40
4. «Where the Cottonwood Grows» — 3:01
5. «Way Down in My Whiskey» — 3:56
6. «Things That Matter» (Keith Stegall, Michael White) — 3:42
7. «Livin' on Empty» — 4:31
8. «You’ll Always Be My Baby» — 3:46
9. «Where Her Heart Has Always Been» — 3:27
10. «The Boot» (Adam Wright) — 3:24
11. «Back» — 5:13
12. «Write It in Red» — 4:15
13. «So Late So Soon» (Scotty Emerick, Daniel Tashian, Sarah Buxton) — 3:46
14. «This Heart of Mine» (Wright) — 3:18
15. «A Man Who Never Cries» — 4:55
16. «Chain» — 3:06
17. «I Was Tequila» — 5:10
18. «I Do» — 2:51
19. «Beer:10» — 4:18
20. «The Older I Get» (Wright, Sarah Turner, Hailey Whitters) — 3:49
21. «That's the Way Love Goes» (Lefty Frizzell, Sanger D. Shafer) — 3:08